# Martin-Luther-Kirche (Lemförde)

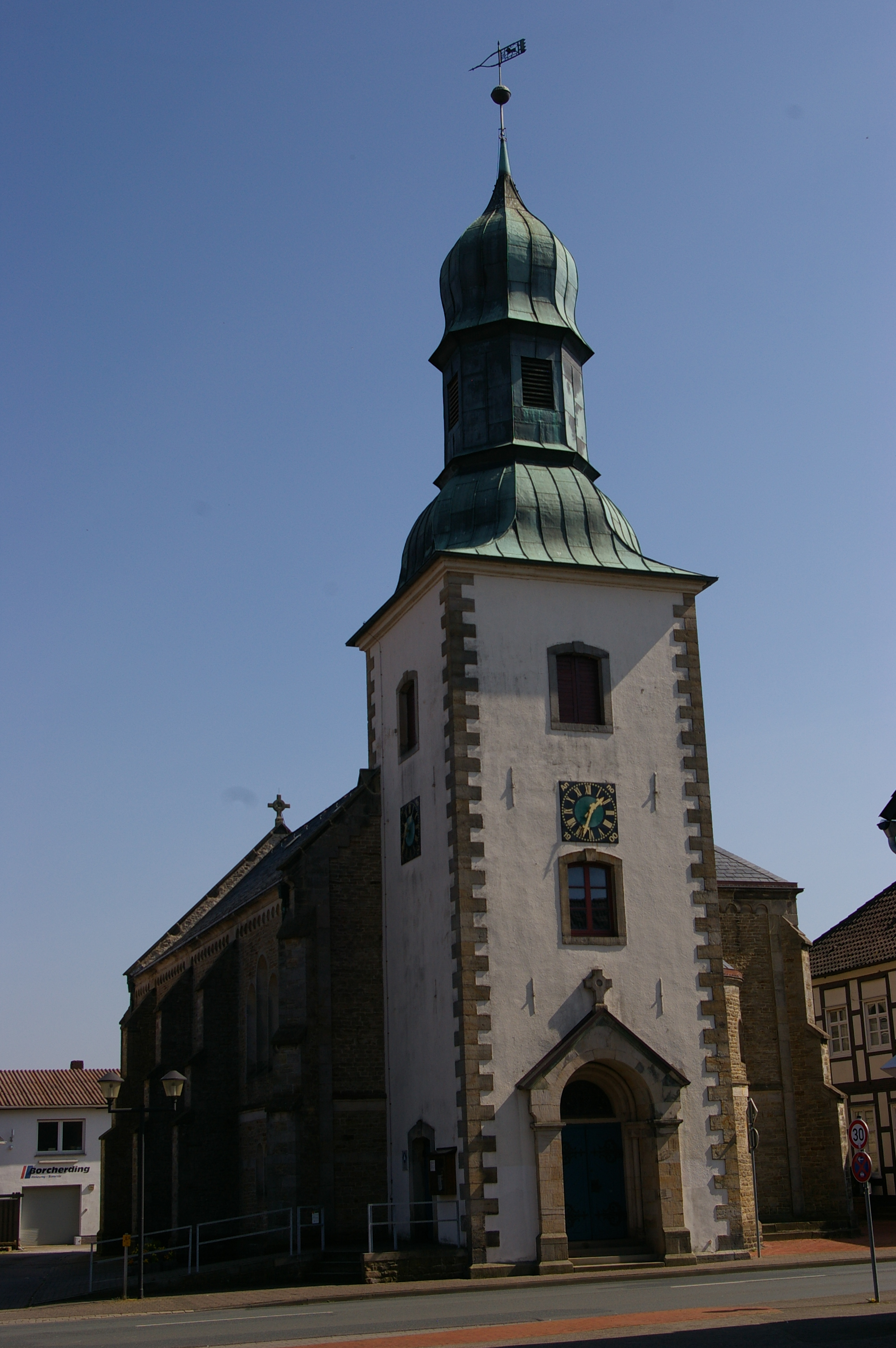
Martin-Luther-Kirche

Die evangelisch-lutherische, denkmalgeschützte Martin-Luther-Kirche steht in Lemförde, einem Flecken im Landkreis Diepholz in Niedersachsen. Die Kirchengemeinde gehört zum Kirchenkreis Grafschaft Diepholz im Sprengel Osnabrück der Evangelisch-lutherischen Landeskirche Hannovers.

## Beschreibung
Die beiden Vorgängerkirchen von 1463 und 1645 sind abgebrannt. 1655–59 wurde die dritte Kirche gebaut und 1745 erweitert. Der Kirchturm wurde 1794 angebaut. Im Jahr 1889 wurde diese Fachwerkkirche bis auf den steinernen Kirchturm abgerissen und die neuromanische Saalkirche aus Feldsteinen von Eduard Wendebourg erbaut und am 2. November 1890 eingeweiht. Sie besteht aus dem vom Vorgängerbau übernommenen Kirchturm im Westen, einem Langhaus mit drei Jochen, einem Chor mit einem Joch und einer halbrunden Apsis im Osten. Der Kirchturm ist verputzt und mit Ecksteinen versehen. Er trägt eine Welsche Haube, bei der übereinander eine glockenförmige geschweifte Haube, ein laternenartiges Zwischenstück und eine zwiebelförmige Haube angeordnet sind. Die heutige große Kirchenglocke goss die Radlersche Glockengießerei. Eine weitere Glocke stammt von der Glockengießerei Otto. Des Weiteren hängt an der Turmspitze eine Schlagglocke. An der Südseite wurde ein Seitenschiff angebaut. Die Wände im Norden und im Süden haben Strebepfeiler, um das Kreuzrippengewölbe der vier Joche von Langhaus und Chor zu stützen.
Die Kirchenausstattung aus der Erbauungszeit ist weitgehend erhalten. Die ornamentale Wandmalerei wurde rekonstruiert. Im Seitenschiff befindet sich eine hölzerne Empore, ebenso im Westen für die Orgel. Diese hat 14 Register, verteilt auf zwei Manuale und ein Pedal, und wurde 1890 von den Gebrüdern Rohlfing gebaut und 2010 von Johannes Klais Orgelbau restauriert.